# Alberto Toni
Alberto Toni (Roma, 25 gennaio 1954 – Roma, 6 aprile 2019) è stato un poeta, scrittore e drammaturgo italiano.

## Biografia
Si è laureato all'Università La Sapienza di Roma in Lettere con una tesi sull'opera di Sandro Penna. 
Negli anni '80 ha partecipato a numerose letture pubbliche, tra cui il Festival Internazionale dei Poeti del 1984 nell'ambito dell'Estate Romana, e ha pubblicato studi su diverse riviste letterarie, tra cui Nuovi Argomenti, Arsenale, Prato Pagano, Tabula (con una prefazione di Amelia Rosselli). Con la raccolta poetica Liturgia delle ore ha conseguito il Premio Internazionale Eugenio Montale.
Dal 1984 al 1989 collabora alle pagine culturali di Paese Sera. È stato autore di varie raccolte di poesia, narrativa, saggistica. La sua poesia, come scrive Alberto Bertoni nell’Almanacco dello Specchio, Arnoldo Mondadori Editore, 2009, si muove dentro una "radice comune", configurandosi come esperienza di una religiosità laica, dentro gli avvenimenti della storia e un vissuto privato.
Scrive per il teatro Gabriele! Gabriele! (prima rappresentazione al Teatro Politecnico di Roma con la regia di Giuseppe Marini, 1997; nuovo allestimento: Laboratori Metis Teatro, Casa delle Culture, Roma, con l'amichevole partecipazione di Walter Toschi nel ruolo di Gabriele D'Annunzio, adattamento e regia di Alessia Oteri, 2014); Donna su una poltrona rossa, monologo in versi (Editrice Ianua), rappresentato al Teatro Argot di Roma nel 2004 con Paola Lorenzoni nell'ambito della rassegna Vetrina di Scena sensibile. 
Ha tradotto, tra gli altri, testi di E. Dickinson, T. S. Eliot, M. Leiris.
Il 18 agosto 2016 a Ponte di Legno è stato inaugurato il sesto Totem della poesia con un suo testo intitolato Legno.
È presente in varie antologie in Italia e all'estero: del 2018 La lengua incansable. Poesía italiana, 10 voces contemporáneas (Buenos Aires Poetry).

## Opere

### Poesia
- La chiara immagine, Rossi & Spera, Roma 1987 (Premio speciale opera prima L'isola di Arturo - Elsa Morante)
- Partenza, Empirìa, Roma 1988
- L'Apparizione, Marina Manzoni Editore, Roma 1992
- Dogali, Empirìa, Roma 1997 (Premio Sandro Penna)
- Liturgia delle ore, Jaca Book, Milano 1998 (Premio internazionale Eugenio Montale)
- Teatralità dell'atto, Passigli, Firenze 2004 (Premio Pier Paolo Pasolini)
- Mare di dentro, Puntoacapo Editrice, Novi Ligure 2009
- Alla lontana, alla prima luce del mondo, Jaca Book, Milano 2009 (finalista Premio Brancati, Premio Camaiore, Premio Dessì) ISBN 978-88-16-52037-0
- Democrazia, La Vita Felice, Milano 2011
- Un padre, in Almanacco dello Specchio 2010-2011, Arnoldo Mondadori Editore, Milano 2011
- Polvere, sassi, oli, Il Bulino, Roma 2012
- Mare di dentro e altre poesie, e-book, LaRecherche.it in collaborazione con Poesia 2.0, 2013
- Et allons, Edizioni Progetto Cultura, Roma 2013
- Stone Green. Selected Poems 1980-2010 (traduzione di Anamaría Crowe Serrano e Riccardo Duranti), Gradiva Publications, Stony Brook, New York 2014
- Vivo così, Nomos Edizioni, Busto Arsizio 2014 (secondo premio Pontedilegno Poesia 2015; finalista premio Nazionale Frascati Poesia Antonio Seccareccia)
- Il dolore, Samuele Editore, Fanna (PN) 2016
- Non c'è corpo perfetto, Algra Editore, Catania 2018
- Tempo d'opera, Il ramo e la foglia edizioni,  8 luglio 2022

### Narrativa
- Quanto è lungo il sempre, Manni, Lecce 2001
- L'anima a Friburgo, Edup, Roma 2007

### Saggistica
- Con Bassani verso Ferrara, Unicopli, Milano 2001
- Livorno, Unicopli, Milano 2016